# Algiers Stock Exchange
Die Algiers Stock Exchange (بورصة الجزائر) oder auch Société de Gestion de la Bourse des Valeurs (SGBV) ist die offizielle Wertpapierbörse in Algerien mit Sitz in Algier und wurde 1997 gegründet.
Die gesamte Marktkapitalisierung der Algerischen Börse betrug am 26. März 2024 531,72 Milliarden Dinar.

## Geschichte
Die SGBV, mit Sitz in 27 Bd Colonel Amirouche Algier, ist eine Gesellschaft mit einem Kapital von 485.200.000.000 Dinar, gegründet durch Gesetzesdekret Nr. 93-10 vom 23. Mai 1993 und eingetragen am 25. Mai 1997. Es handelt sich um eine regulierte Einrichtung als Marktplatz der professionellen Makler, um ihnen die Ausübung ihrer Aufgaben im Einklang mit den geltenden Gesetzen und Vorschriften zu ermöglichen. Seit ihrer Gründung hat sie mit der Implementierung der operativen und technischen Mechanismen begonnen, die für Transaktionen mit handelbaren Wertpapieren erforderlich sind.
SGBV-Gründungsmitglieder:
Nationalbanken:
BDL, BEA, BADR, CPA, BNA, CNEP, SAA: CAAR, CCR, SAA, CAAT, CNMA
Privatbanken:
Union Bank
Bis 2024 hatte Biopharm mit mehr als 400 Millionen US-Dollar die größte Kapitalisierung der Börse. Ab 2024 sollten zwei Nationalbanken (die Local Development Bank und der Crédit populaire d'Algérie) im Hauptmarkt „Dzair index“ gelistet sein. Diese Maßnahme folgt dem Wunsch der Regierung, den Finanzmarkt anzukurbeln. Am Dienstag, den 26. März 2024, wurde zum ersten Mal eine Bank an der Börse von Algier notiert: Crédit populaire d'Algérie. Der Aktienverkauf fand vom 30. Januar bis 14. März 2024 statt und deckte 30 % (60 Millionen Aktien) des Gesamtkapitals des Unternehmens zu einem Nominalpreis von 2.300 Dzd pro Aktie ab. Dieser Aktienverkauf wurde zu einem sehr beachtlichen Anteil von 80 % durchgeführt, was 49 Millionen Aktien (24,48 % des Aktienkapitals des Unternehmens) entspricht, was einem Wert von 112 Milliarden Dzd/820 US-Dollar entspricht Millionen. Durch den Börsengang dieser Bank stieg die Gesamtkapitalisierung der Algier-Börse von 72 Milliarden Dzd (534 Millionen US-Dollar) auf etwa 532 Milliarden Dzd (mehr als 3,9 Milliarden US-Dollar).
Während einer Pressekonferenz mit der Zeitung acharq-business (bloomberg) kündigte der Generaldirektor der Börse, Herr Benmouhoub, den Börsengang von BDL und Djezzy im Jahr 2024 an, der nach seinen Berechnungen eine Kapitalisierung von 7 Milliarden US-Dollar ermöglichen würde. Das Ziel wäre dann, mit durchschnittlich etwa zwei Einführungen pro Jahr voranzukommen. Seiner Meinung nach besteht das Ziel weiterhin darin, bis 2027 eine Kapitalisierung von 10 Milliarden US-Dollar zu erreichen.

## Indizes
Der Index der algerischen Börse ist der Dzair Index.